# Cornelis Wilhelmus Vinkhuyzen
Cornelis Wilhelmus Vinkhuyzen (Delft, 1 april 1813 - 's-Gravenhage, 7 november 1893) was een Nederlands arts.

## Biografie
Dr. C.W. Vinkhuyzen was lid van de patricaatsfamilie Vinkhuyzen en een zoon van houthandelaar Cornelis Vinkhuijzen (1786-1814) en Cornelia van den Akker (1783-1852). Hij trouwde in 1840 met Maria Berbera Boom (1816-1862), uit welk huwelijk acht kinderen geboren werden. Een van hen was Maria Cornelia Wilhelmina Vinkhuyzen (1842-1906) die trouwde met de latere generaal-majoor François de Bas (1840-1931) waardoor Vinkhuyzen de grootvader werd van vertaalster M.F. de Bas (1865-?).
Vinkhuyzen werd officier van gezondheid 1e klasse en daarna geneesheer te ‘s-Gravenhage. Hij werd ook bekend als  lijfarts van Koning Willem III der Nederlanden. Op 15 november 1861 werd hij door de koning benoemd tot Commandeur in de Orde van de Eikenkroon.